# 周力 (1955年)
周力（1955年6月—），山东安丘人。男，汉族。1969年9月在黑龙江生产建设兵团参加工作，1983年3月加入中国共产党。经济学硕士。中华人民共和国外交官。
1979年9月，进入中国人民大学学习。1986年8月起在中华人民共和国外交部工作，历任三秘、二秘、一秘、处长、参赞、副司长、司长。1997年10月，任中华人民共和国驻俄罗斯大使馆商务参赞。1999年12月，任外交部欧亚司副司长。2002年2月，任中华人民共和国驻俄罗斯联邦大使馆公使（正司级）。2004年3月，任外交部欧亚司司长。2007年2月，任中华人民共和国驻乌克兰大使。2010年5月，任中华人民共和国驻哈萨克斯坦大使。2013年5月，任中共中央对外联络部副部长。2016年7月，不再担任中共中央对外联络部副部长。2018年1月，当选第十三届全国政协委员。
已婚，有一子。